# Riesen-Nilhecht
Der Riesen-Nilhecht (Mormyrops anguilloides) ist ein afrikanischer Süßwasserfisch und der größte Vertreter der Nilhechte (Mormyridae). Er ist in Afrika weit verbreitet. Sein Verbreitungsgebiet reicht vom Senegal bis zum Weißen Nil und dem Kongobecken. In Ostafrika kommt er im Tanganjikasee, im Albertsee und Malawisee vor, im südlichen Afrika im mittleren und unteren Sambesi, Búzi und Pungwe.

## Merkmale
Mit einer Maximallänge von 1,50 Meter und einem Maximalgewicht von 15 kg ist der Riesen-Nilhecht der größte Vertreter der Nilhechte. Sein Körper ist langgestreckt, die Standardlänge ist das 4,9- bis 7,5-fache der Körperhöhe. Die Schnauze ist abgerundet, nicht röhrenförmig verlängert und ebenso breit wie hoch. Ihre Länge beträgt 5,7 bis 6,5 % der Standardlänge und 21,3 bis 23,7 % der Kopflänge. Der Kopf ist abgeflacht, auf der Oberseite konkav und 1,6-mal länger als hoch. Die Kopflänge ist 3,4- bis 5,1-mal in der Standardlänge enthalten. Das Maul ist groß und endständig, das Kinn nicht fleischig verdickt. Die Zähne, jeweils in einer Zahnreihe 16 bis 28 im Oberkiefer und 14 bis 28 im Unterkiefer, sind eingebuchtet. Die Augen sind klein und stehen näher zum Mundwinkel als zur Kiemenöffnung. Ihr Durchmesser beträgt 30 bis 50 % des Augenabstandes. Die kürzere Rückenflosse beginnt über dem 10. Afterflossenstrahl und erreicht 60 bis 67 % der Afterflossenlänge. Sie liegt näher zur Schwanzflossenbasis als zur Schnauze. Der Schwanzflossenstiel ist relativ lang (11 % der Standardlänge) und in einer Reihe von jeweils 16 Schuppen umgeben. Die Schwanzflosse ist relativ klein, ihre Loben sind abgerundet.
- Flossenformel: Dorsale 21–33, Anale 38–51.
- Schuppenformel: SL 64–68.

Da der Riesen-Nilhecht ein sehr großes Verbreitungsgebiet hat, weichen die Körperrelationen der Einzelpopulationen teilweise voneinander ab. Für Nilhechte ist die Art relativ hell gefärbt, grau-ocker auf der Oberseite mit einem dunklen Kopf, dunkel grau-gelben Flossen und einer weißlichen Bauchseite und Kopfunterseite. An den Flanken zeigen sich parallel zur Seitenlinie horizontale dunkle Streifen, die von den dunklen Zentren der einzelnen Schuppen gebildet werden.
Wie alle Nilhechte ist auch Mormyrops anguilloides zur Elektrokommunikation und Elektroorientierung fähig. Sein elektrisches Signal ist wellenförmig und dreiphasig. Die Gesamtdauer des elektrischen Signals liegt bei einer Millisekunde.

## Lebensweise
Jungfische des Riesen-Nilhechts besiedeln vor allem die Uferbereiche und ernähren sich von kleinen wirbellosen Tieren, vor allem von Insektenlarven und kleinen Garnelen. Ausgewachsene Fische leben in tieferen Wasserzonen oder in höheren unter Überhängen und treibenden Schwimmfarnen (Salvinia sp.). Sie sind Fischjäger und erbeuten Buntbarsche, Barben und Labeo-Arten. Der  Riesen-Nilhecht kann acht Jahre oder älter werden. Er laicht während der Regenzeit. Ein Weibchen kann über 25.000 Eier tragen.